# The Past and the Furious
«The Past and the Furious» (укр. «Минуле та лють») — чотирнадцята серія тридцять шостого сезону мультсеріалу «Сімпсони», прем'єра якої відбулась 12 лютого 2025 року на стримінґовій платформі «Disney+».

## Сюжет
На екрані з'явиться логотип стрімінг-платформи «Wuhu», з усіма серіями «Сімпсонів». «Глядач» вибирає розділ «Альтернативні реальності» та відтворює епізод «The Past and the Furious»…
В альтернативній реальності у Спрінґфілді все забетоновано. Будь-яка рослинність зникла. Ліса Сімпсон з іншими екологами намагається знайти місце, де хоча б щось росло. Вони знаходять на дорозі ромашку, але втручається містер Бернс і ламає її.
Через безнадію Ліса впадає в депресію через це. Психотерапевтка докторка Чаплет, пропонує дівчинці використати метод десенсибілізації й опрацювання травми з допомогою руху очей (EMDR-метод). Для розслаблення вона дає Лісі спеціальні симулятори, які подумки повертають її у 1923 рік.
Там вона переноситься в тіло Едіт, яку запрошують грати на саксофоні у «Клубі маленьких лосів». Раптом на сцену запрошують молодого Монті Бі (містера Бернса) заспівати. Ліса здивована, що Монті Бі всім подобається. Едіт з Бернсом з радістю малює напис на цементі тротуару.
Пізніше, надворі, вона запитує, чому заклад називається «Клубі маленьких лосів»? Люди пояснюють, що він названий на честь Спрінґфілдського міні-лося. Незважаючи на те, що лосі милі, від них багато шкоди, тож них потрібно полювати. Коли міні-лось посипає на Лісу пил, вона чхає і прокидається. Терапевтка пропонує Лісі вести щоденник своїх EMDR-снів.
Повернувшись додому, Ліса дізнається від Мардж, що місця, які їй снилися, насправді існували і що Едіт була її прабабусею. Потім дівчинка йде до місця, де був клуб (нині це таверна Мо). Вона знаходить свій малюнок на тротуарі який вона намалювала в минулому, що означає, що вона насправді подорожувала в часі.
Ліса йде до професора Фрінка, щоб поговорити про те, що з нею сталося. Завдяки відео вона дізнається, що Спрінґфілдські міні-лосі вимерли 1925 році і що вони були основою екосистеми міста. Таким чином, Ліса вирішує повернутися у 1923 рік, щоб врятувати тварин.
Ліса (як Едіт) знаходить Бернса в оранжереї і просить його допомогти лосям. Монті розповідає, що ніколи не хотів бути злим, а добрим багатієм. Наприклад, в оранжереї він вирощує Спілотанту Дафну — особливий вид орхідей, зроблений на честь його матері. Берес з радістю погоджується допомогти Едіт.
Удвох вони створюють пісню, щоб переконати людей не вбивати тварин. Опісля люди створюють сховище для захисту лосів. Однак, повернувшись у сьогодення, Ліса дізнається, що нічого в місті не змінилося, бо тепер лосі вимерли ще раніше, того самого 1923 року…
Мардж і Гомер прибувають до лабораторії Фрінка та зупиняють доньку від постійних подорожей в часі. Мардж конфісковує симулятори та ховає у своєму волоссі. Удома Барт повертаючи з волосся матері свої пристрої для жартів бере заразом і симулятори для Ліси.
Дівчинка ще раз повертається у 1923 рік. Вирішивши одразу знову переконати мешканців, вона бере рупор, але звук від нього лякає міні-лосів. В результаті вони втікають зі сховища і нищать оранжерею Бернса. Це розлютило Монті настільки, що він поклявся, що заасфальтує місто і знищить екосистему. Повернувшись у сьогодення через чхання Ліса усвідомлює, що перетворивши Бернса на зло вона стала причиною жахливого теперішнього.
Дівчинка йде безпосередньо на Спрінґфілдську АЕС, до містера Бернса. Вона розповідає йому, що була Едіт у минулому. Як доказ Ліса співає пісню на честь Монті Бі 1923 року. Далі вона намагається переконати Бернса припинити руйнувати екосистему, але марно. Ліса вирішує повернутися ще раз, щоб переконати молодого багатія.
Тим часом містер Бернс із сьогодення заходить на робоче місце Гомера, де сидить Ліса у трансі. Зрозумівши, що вона знову помандрувала в часі Бернс тихцем бере симулятори та сам переноситься в минуле, в тіло Монті Бі. Він переконує себе молодшого стати тим, ким він є. Ліса-Едіт намагається переконати молодого Бернса, але в сьогоденні Гомер її примусово будить. Зрештою, переконавши себе молодшого, Бернс також повертається і знищує EMDR-симулятори.
Пригнічена Ліса знову іде до таверни Мо, де на тротуарі поруч із малюнком, читає повідомлення для Едіт про те, що молодий Бернс залишив щось у підвалі закладу, де вони вперше зустрілися. Це було насіння квітів, вкладене в старі бейсбольні картки, а також лист від Монті Бі з поясненням, що це останнє добре, що в ньому залишилося.
Ліса саджає насіння і рік по тому екосистема міста відновлюється. У парку, повному Спілотант Дафн, Бернс навіть потайки вдячний за пам'ять про матір.

## Виробництво
Докторка Чаплет названо і створено на честь персонажа Додо Чаплета, компаньйонки Першого Доктора Хто.

## Культурні відсилання та цікаві факти
- Назва серії є відсилання до франшизи фільмів «Форсаж» (англ. «The Fast and the Furious»)[2].
- Розділи на «Wuhu» ілюстровано скриншотами з попередніх серій «Сімпсонів»[3]:
- «Нові роботи Гомера» (укр. «Нові роботи Гомера») ілюстровано скриншотом з епізода «Ice Cream of Margie (with the Light Blue Hair)»;
- «Bart Girlfriends» (укр. «Подруги Барта») — «Bart's Girlfriend»;
- «Lisa the Misfits» (укр. «Ліса — невдаха») — «The Hateful Eight-Year-Olds»;
- «Social Commentary. 5 Years Too Late» (укр. «Соціальний коментар. 5 років надто пізно») — «E My Sports»;
- «Fan Furiators» (укр. «Лють фанатів») — «That 90's Show»;
- «Marriage Trouble» (укр. «Проблема у шлюбі») — «Steal This Episode»;
- «Obscure Holidays» (укр. «Незрозумілі свята») — «Whacking Day»;
- «Emmy Losers» (укр. «Еммі-невдахи») — «Barthood»;
- «Inaccurate Predictions» (укр. «Неточні передбачення») — «Lisa's Wedding»;
- «Two-Parters, But Why?» (укр. «Двочастинні серії, але навіщо?») — «Warrin' Priests»;
- «Alternate Realities» (укр. «Альтернативні реальності») — «The Serfsons».

## Ставлення критиків і глядачів
Джон Шварц із сайту «Bubbleblabber» оцінив серію на 7/10, сказавши:
|  | Серія — це швидкі 25 хвилин, які, можливо, мали вищу ціну через місце запрошеної зірки? Якби я був «Fox», я б вклав у це більше грошей, тому що вони могли б прорекламувати преміум кінозірку як частину акторського складу та, ймовірно, в результаті отримати більшу [рейтингову] частку за одну ніч. Джозеф Гордон-Левітт справді є єдиною причиною, чому я можу поставити трохи вищу оцінку за передумову епізода, яку було зроблено купу разів, тому що зображення тут молодого Монті Бернса настільки гарне, що про нього варто говорити більше, але крім цього, [серія] це майже пропуск. |

Майк Селестіно з «Laughing Place» сказав: «Мені здалося, що це справді весела серія, в якій швидко та вільно обіграно історію Спрінґфілда, хоча це викладено в „Альтернативних реальностях“ на „Wuhu“, тож я думаю, що це працює».
Водночас на сайті «Me Blog Write Good» відзначили, що «загалом, досить тупа серія, яка виглядає сумнішою, ніж її статус одноразового потокового „спецвипуска“».